# Monica Grandien-Kövamees
Monica Runesdotter Grandien-Kövamees, född Grandien 7 september 1927 i Stockholm, död 2014, var en svensk läkare.
Grandien blev medicine licentiat 1954, medicine doktor 1976 och docent i klinisk virologi vid Karolinska institutet 1977. Hon är specialist i akuta infektionssjukdomar och klinisk virologi. Hon var underläkare inom psykiatrisk barnavård i Stockholm 1955–1956, vid infektions, medicinska och pediatriska avdelningarna i Linköping 1957–1962, bakteriologiska avdelningen vid Södersjukhuset i Stockholm 1964–1965, laboratorieläkare och t.f. laborator på virologiska avdelningen vid Statens Bakteriologiska Laboratorium (SBL) 1966–1977 samt laborator och överläkare där från 1978. 
Grandien var sekreterare i European Group Rapid Viral Diagnosis från 1975, ansvarig för WHO Collaborating Center for Rapid Viral Diagnosis vid SBL i Stockholm från 1981 och director för WHO National Influenza Center vid SBL i Stockholm från 1983. Hon har författat skrifter inom området virologi.
Hon var dotter till överstelöjtnant Rune Grandien samt sondotter till Rudolf och Aurore Grandien. Hon ingick 1954 äktenskap med docent Argo Kövamees.